# The John Larroquette Show
The John Larroquette Show is een Amerikaanse komedieserie. Hiervan werden 84 afleveringen gemaakt die oorspronkelijk van 2 september 1993 tot en met 11 december 1996 werden uitgezonden op NBC.
The John Larroquette Show werd eenmaal genomineerd voor een Golden Globe, te weten die voor beste bijrolspeelster (Liz Torres) in 1995. Ook werd de serie tien keer genomineerd voor een Primetime Emmy Award, waarvan er één daadwerkelijk werd toegekend. Betty White kreeg deze in 1996 voor haar eenmalige gastrol (als zichzelf) in de aflevering 'Here We Go Again'.

## Uitgangspunt
John Hemingway is een moeizaam van zijn verslaving herstellende alcoholist. Hij werkt als bedrijfsleider van een busstation in St. Louis. Hier krijgt hij regelmatig te maken met zijn secretaresse Mahalia Sanchez, conciërge Heavy Gene en de winkelier van de broodjeszaak, Dexter Walker. Met name zijn verstandhouding met die laatste is slecht, omdat die ook solliciteerde naar de functie die Hemingway nu bekleedt. Officieel niet werkzaam bij het busstation, maar er wel vrijwel altijd aanwezig is het gegoede escortmeisje Carly Watkins.

## Rolverdeling
*Cast (allen 80+ afleveringen)
- John Larroquette - John Hemingway
- Liz Torres - Mahalia Sanchez
- Daryl Mitchell - Dexter Walker
- Chi McBride - Heavy Gene
- Lenny Clarke - politieagent Adam Hampton
- Elizabeth Berridge - politieagent Eve Eggers
- Gigi Rice - Carly Watkins

*Alle overige personages verschenen in tien of minder afleveringen